# Voisins ennemis
Pour plus de détails, voir Fiche technique et Distribution.
Voisins ennemis (Noisy Neighbors) est un film américain réalisé par Charles Reisner, sorti en 1929.

## Synopsis
La famille Van Revel, composée d'artistes de vaudeville en difficulté, découvre qu'elle est la dernière descendante des Van Revels, une famille du Sud autrefois prestigieuse. En héritant d'une plantation, ils se retrouvent plongés dans un conflit familial vieux de 60 ans avec leurs voisins, les Carstairs. Ce litige, déclenché par un match de croquet fatal, oppose les deux clans. La situation se complique lorsque Eddie Van Revel tombe amoureux de Mary Carstairs, la fille du colonel Carstairs. Leur romance interdit vient perturber davantage cette querelle ancestrale.
Un membre violent des Carstairs, Blackjack, voit dans le retour des Van Revels une opportunité de régler ses comptes et de s'emparer de la plantation. Cela force la famille à défendre son héritage et sa vie contre cette menace

## Fiche technique
- Titre original : Noisy Neighbors
- Titre français : Voisins ennemis
- Réalisation : Charles Reisner
- Scénario : F. Hugh Herbert, Scott Darling et John W. Krafft (en)
- Photographie : David Abel
- Montage : Anne Bauchens
- Pays de production : États-Unis
- Format : Noir et blanc
- Genre : comédie
- Durée : 60 minutes
- Date de sortie : 1929

## Distribution
- Eddie Quillan : Eddie Van Revel
- Alberta Vaughn : Mary Carstairs
- Jane Keckley : la mère
- Joseph Quillan : le frère
- Marie Quillan (en) : la sœur
- Theodore Roberts : Colonel Carstairs
- Ray Hallor (en) : David
- Russell Simpson : Ebenezer
- Bob Perry (en) : premier fils
- Mike Donlin (en) : second fils
- Billy Gilbert : troisième fils